# 森内翔大
森内 翔大（もりうち しょうだい）は、日本で活動するミュージカル俳優である。滋賀県出身。元劇団四季団員。元劇団スーパーエキセントリックシアター団員。

## 略歴
小学生の時にサッカーを始め、高校卒業までサッカーに励む。
高校の出し物で当時大人気だった「Pecori♡Night」をクラスで踊った時に映像からダンスの振付を見て覚えて踊る事が人一倍早いことに気付き、ダンスを習い始める。
そこでダンサーを志し大阪芸術大学に進学。大学在学中に劇団四季の入団オーディションを受験し合格した為大学は中退し、劇団四季へ入団。

ライオンキングで初舞台を踏み、その後退団まで出演し続ける。他にもガンバの大冒険の全国公演に参加。魔法を捨てたマジョリンではアンサンブルとしてDVD収録に参加している。ジーザスクライストスーパースターに出演し2013年退団。

2014年に劇団スーパーエキセントリックシアターに研究生として入所、翌年から劇団員として所属し舞台を中心に活動。

2018年に劇団スーパーエキセントリックシアターを退団し、翌年2019年にはプロデュース公演「SHOW☆BIG☆SHOW」を行う。2020年には自身初のソロライブ「SHOW☆BIG☆LIVE」を行い、バラエティ番組やラジオパーソナリティなど多岐に渡るジャンルへ活動を広げている。2020年より17LIVEで配信も行っている。

## 人物
2.5次元舞台ホイッスル！に出演した際、他のキャストはほとんどオーディションで選ばれたが、顔が似ているという理由でオーディションなしで高井真人役に決まった。

熱海五郎一座「フルボディミステリー 消えた目撃者と悩ましい遺産」出演時、劇団に多くのおじさん達が居たのにもかかわらず、20代で老けメイクをして初老の役を演じ、藤原紀香とステージ上で２人きりのシーンを演じた事がある。後にラジオ番組で「座長を務める三宅裕司の愛だったと思う」と語っていた。

ライオンキングでシマウマを演じていたことから、シマウマ柄やシマウマグッズをこよなく愛している。

頻繁に「しょうた」と読み間違えられるが、本人はほとんど気にしていない。読み方は「しょうだい」。

「島田歌穂 Musical,Musical,Musical!! vol.3」出演時に自己紹介で前受け身を取るために島田歌穂にかめはめ波や北斗百烈拳を打たせていた。

好きな食べ物は、ひき肉料理全般だが甘いそぼろは苦手。

趣味は天井撮影と美味しいものを食べる事。

## 主な出演

### 舞台

#### 劇団四季時代
- ライオンキング -アンサンブル
- ガンバの大冒険 - アンサンブル
- 魔法をすてたマジョリン - アンサンブル
- ジーザス・クライスト・スーパースター エルサレムver - アンサンブル

#### 劇団SET時代
- 劇団SET第53回本公演「虹を渡る男たち」（2015年11月サンシャイン劇場）
- ざ☆くりもん　平成時代劇「獅子相承」（2016年1月池袋シアターグリーン）
- 劇団SETプロデュース「恋の骨折り損」- 警官ダル 役（2016年2月紀伊国屋サザンシアター）
- 熱海五郎一座「熱闘老舗旅館 ヒミツの仲居と曲者たち」（2016年6月新橋演舞場）
- 2.5次元舞台ホイッスル！ - 桜上水中・高井真人 役（2016年8月シアター1010）
- 劇団SET第54回本公演「土九六村へようこそ」（2016年11月サンシャイン劇場）
- ミュージカル「コメディ･トゥナイト!!」（2017年3月新橋演舞場/4月大阪松竹座）
- 熱海五郎一座「フルボディミステリー 消えた目撃者と悩ましい遺産」（2017年6月新橋演舞場）
- ミュージカル「HEADS UP!」- 妹尾 健 役（2017年12月 - 2018年3月、神奈川 / 富山 / 長野 / 大阪 / 名古屋 / 東京）
- 銀河鉄道999 40周年記念作品 舞台 銀河鉄道999 GALAXY OPERA (2018年6月)
- 戦国TAPミュージカル「TAKEDA」 - 半蔵 役（2018年11月東京芸術劇場シアターウエスト）

#### 退団後
- 大森カンパニープロデュース「更地15」（2019年9月下北沢ザ・スズナリ）
- ミュージカル「WEST SIDE STORY season2」- ディーゼル 役（2020年2月IHIステージアラウンド東京）
- 大森カンパニープロデュース「更地 SAKURA Ⅴ」（2021年2月 - 3月下北沢B1）
- 島田歌穂コンサート「島田歌穂 Musical,Musical,Musical!! vol.2」サポートメンバー（2021年6月17日Bunkamuraオーチャードホール）
- ミュージカル「ジャック・ザ・リッパー」-アンサンブル（2021年9月日生劇場／2021年10月フェニーチェ堺）
- ミュージカル「ベートーベン先生の曖昧日記」Wキャスト ルートヴィヒ役／シンドラー役（2021年11月新橋演舞場別館心音）
- ミュージカル「ラ・マンチャの男」-テノリオ役（2022年2月日生劇場）
- ミュージカル「FLOWER DRUM SONG」-アンサンブル（2022年4月日本青年館ホール／森ノ宮ピロティホール）
- 島田歌穂コンサート「島田歌穂 Musical,Musical,Musical!! vol.3」サポートメンバー（2022年7月8日Bunkamuraオーチャードホール／7月16日日本特殊陶業市民会館／7月31日NHK大阪ホール）
- ミュージカル「フィスト・オブ・ノーススター～北斗の拳～」-アンサンブル（2022年9月 - 10月、Bunkamuraオーチャードホール / キャナルシティ劇場）[2]
- ミュージカル「マチルダ」-トールボーイ役／ルドルフォカバー 他（2023年3月-6月 東急シアターオーブ／梅田芸術劇場)
- ミュージカル「スクール・オブ・ロック」-スイング（2023年8月-10月 東京建物Brillia HALL／新歌舞伎座）
- ミュージカル「スライス・オブ・サタデーナイト」-スイング （2023年11月 有楽町よみうりホール／松下IMPホール／電力ホール）
- ミュージカル「ジョジョの奇妙な冒険 ファントムブラッド」-タルカス役 他（2024年2月-4月 帝国劇場／札幌市文化芸術劇場hitaru／兵庫県立芸術文化センターKOBELCO大ホール)
- ミュージカル「ビリー・エリオット〜リトル・ダンサー〜」-アンサンブル（2024年7月-11月 東京建物Brillia HALL／SkyシアターMBS）
- ミュージカル「ホリデイ・イン」（2025年4月 - 5月、東急シアターオーブ／SkyシアターMBS）[3]
- デスノート THE MUSICAL -スイング（2025年11月 - 2026年1月〈予定〉、東京建物 Brillia HALL／SkyシアターMBS／愛知県芸術劇場 大ホール／福岡市民ホール 大ホール／岡山芸術創造劇場ハレノワ 大劇場）[4][5][6]

### テレビ
TBS系列「爆笑！ターンテーブル」- バックダンサー

### ラジオ
「森内翔大のオールナイトカワゴエ」（2020年3月-2021年7月 毎週火曜日26:00-27:00ラジオ川越/88.7MHz）
「森内翔大の！あつまれ！ミュージカルの森」（2021年7月-  毎週木曜日23:00-23:30ラジオ川越/88.7MHz）

### DVD
- 劇団四季 ファミリーミュージカル 魔法をすてたマジョリン - アンサンブル